# Anastasio Somoza García
Anastasio Somoza García (San Marcos, Nicaragua, 1 de febrero de 1896 - Ancón, 29 de septiembre de 1956) fue un político, militar, empresario y terrateniente nicaragüense, conocido por el nombre familiar Tacho. Fue líder de facto de Nicaragua bajo el cargo de Jefe director de la Guardia Nacional desde el 2 de enero de 1933 hasta su asesinato el 29 de septiembre de 1956, además de presidente de Nicaragua en dos ocasiones, de 1937 a 1947, y de 1950 a 1956. 
De clase acomodada, era hijo del senador y hacendado Anastasio Somoza Reyes y Julia García. Se inició como empresario, ámbito en el que obtuvo poco éxito, para luego pasar a involucrarse en la política. Tras la intervención de los Estados Unidos en Nicaragua a causa de las políticas de José Santos Zelaya, que eran desventajosas para dicho país, Anastasio Somoza pasó a formar parte de la rebelión, logrando ganarse la confianza de los principales dirigentes estadounidenses en Nicaragua y ascendiendo rápidamente en la Guardia Nacional. Apoyó luego la campaña presidencial de Juan Bautista Sacasa, quien se vio presionado por el embajador estadounidense, Matthew E. Hanna, para nombrar a Somoza director de la Guardia Nacional.
A partir de entonces, Somoza se dedicó a consolidar cada vez más su posición. Sirvió como gobernador de León, cónsul de Nicaragua en Costa Rica y ministro de Relaciones Exteriores durante el gobierno de Juan Bautista Sacasa, manteniendo además la dirección de la Guardia Nacional. Esto le sirvió para ordenar el asesinato del general Augusto César Sandino y luego de un largo listado de sus seguidores, tras lo cual finalmente Somoza perpetró un golpe de Estado y forzó a Juan Bautista Sacasa a renunciar.
Somoza pasó a ocupar la presidencia de Nicaragua con el pleno apoyo de Estados Unidos, consolidando su poder mediante la persecución política y la represión, consiguiendo mantenerse al frente de Nicaragua durante casi dos décadas, al mismo tiempo que fue capaz de amasar una vasta fortuna que lo convirtió a él y a su familia en una de las más acaudaladas de toda Latinoamérica, siendo Somoza catalogado, poco antes de morir, como uno de los hombres más ricos del continente Americano por la revista Bohemia.
El 21 de septiembre de 1956, Somoza sufrió un atentado en la ciudad de León (Nicaragua) a manos del poeta Rigoberto López Pérez. Fue internado en el Hospital de la Zona de Canal de Panamá, donde pocos días después murió debido a una mala praxis. Su hijo Luis Somoza Debayle lo sucedió en el poder. La familia Somoza estuvo en el poder en ese país hasta 1979.

## Juventud y familia
Durante su juventud fue enviado a vivir a Filadelfia (Estados Unidos), donde cursó estudios en la escuela Piero Bernate de Administración Empresarial. Tras su retorno a Nicaragua, intentó con poco éxito establecerse como empresario. En 1925 participó en la insurrección del general Chamorro que llevó al poder al Partido Liberal. A la llegada de los marines estadounidenses al país (1926) su acento inglés y su matrimonio con la nicaragüense de origen francés Salvadora Debayle, miembro de una prestigiosa y acaudalada familia, fueron de los factores por los cuales ascendió rápidamente en los puestos más importantes del Estado. A Salvadora la conoció en los Estados Unidos e incluso fue su guardaespaldas. Con su esposa tuvo tres hijos: Lillian, Luis y Anastasio (Tachito), los tres nacidos en la ciudad de León. Antes de su matrimonio había tenido un hijo ilegítimo, José R. Somoza, con Claudia Rodríguez, una sirvienta de la casa de su madre.
Cuando nació su primer nieto, hijo mayor de su hija Lillian, lo condecoró con la máxima orden de Nicaragua y lo declaró «comodoro del aire». Somoza protegía a toda su familia, incluyendo tíos y primos. En aquella época cualquiera que tuviera alguna relación de parentesco con el matrimonio Somoza Debayle era privilegiado. Afirmaba que era un conquistador de mujeres y decía tener varias amantes. Aun así hasta el día de su muerte también afirmaba estar enamorado de su esposa Salvadora. De la misma manera en que amaba a los suyos, fue igualmente implacable contra los que se opusieron a sus designios dictatoriales y totalitarios. Y no le tembló la voz ni la mano al ordenar la eliminación de los campesinos que Augusto C. Sandino había organizado en cooperativas, en el norte del país.
Para elevar el nacionalismo de los nicaragüenses, ordenó construir edificios modernos y carreteras. Pronto la capital era la más moderna y próspera de América Central, famosos llegaban a Nicaragua a pasar sus vacaciones e incluso a mediados de los años cuarenta apareció una canción en inglés que fue muy popular en aquella época llamada: «Managua, Nicaragua», que describía a la ciudad de Managua como un paraíso para los turistas, llena de diversión. El dibujante belga Hergé, autor del personaje Tintín, se inspiró en la corrupta Nicaragua somocista para su cómic Tintín y los pícaros.
Somoza arregló los matrimonios de dos de sus hijos con miembros de las familias más prestigiosas y ricas de Nicaragua emparentados con su esposa Salvadorita: su hija Lillian Somoza Debayle se casó en 1943 (el día del cumpleaños de su padre) con su primo Guillermo Sevilla Sacasa. La boda de gran lujo tuvo como padrinos al presidente de Costa Rica Rafael Calderón Guardia y su primera esposa Yvonne Clays Spoelders. Lillian y su esposo Guillermo partieron a Washington D. C., donde él fue embajador vitalicio hasta la revolución en 1979.
El hijo menor de Somoza, Anastasio Somoza Debayle fue persuadido a casarse con su prima estadounidense Hope Portocarrero. Al gusto de Somoza, Hope, sobrina política y nueva nuera, era una atractiva mujer universitaria con modales de princesa y considerada la mujer mejor vestida en Nicaragua. Un dicho de Somoza era: «Hope tiene clase». El matrimonio entre Anastasio y Hope funcionó bien al inicio, pero las constantes infidelidades de Somoza Debayle hicieron que  finalmente Hope pidiera el divorcio en 1978.

## Jefe director de la Guardia Nacional

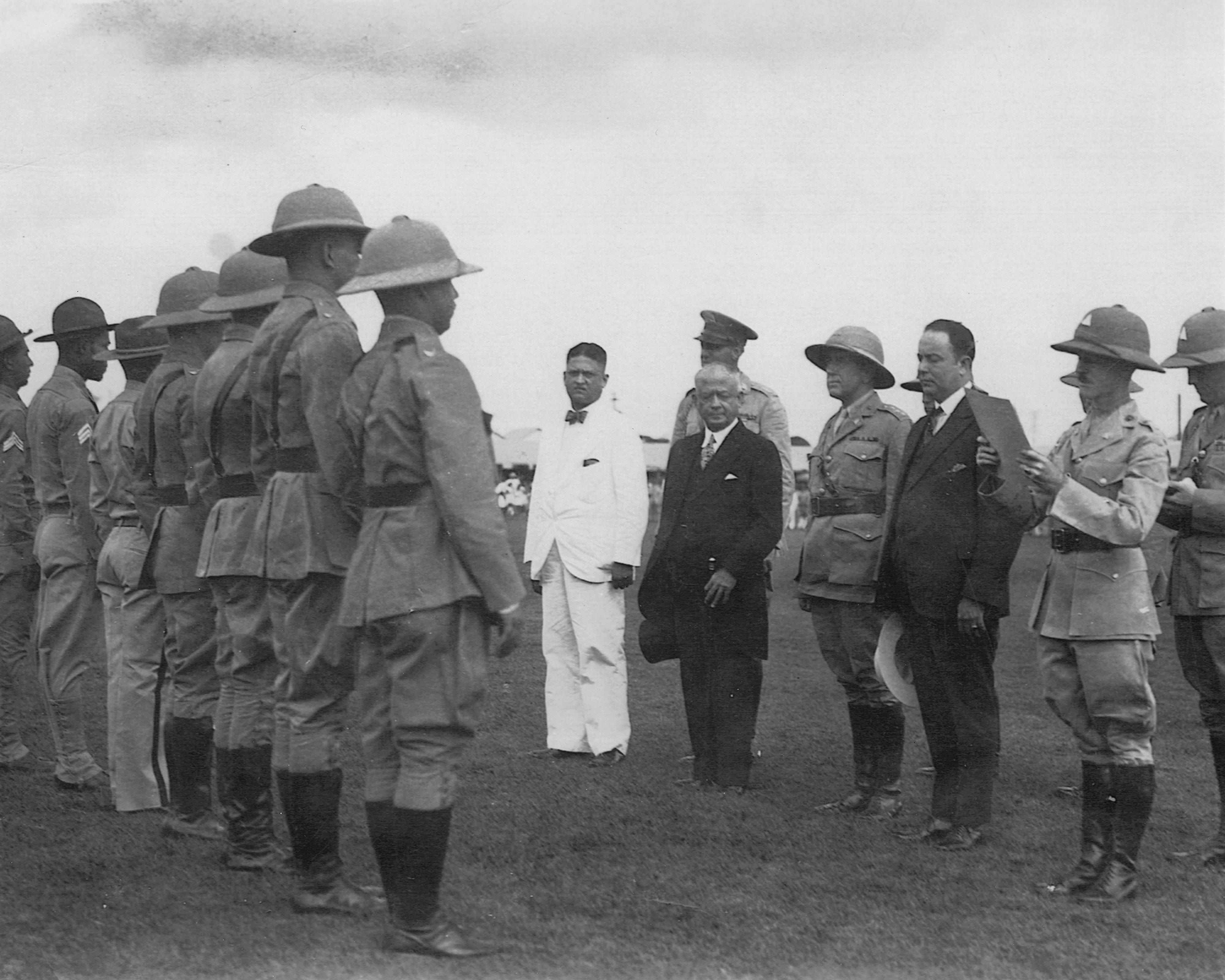
Revisión de la Marina de los EE. UU. por el presidente José María Moncada Tapia y el general Anastasio Somoza García.

Somoza fue diplomático en Costa Rica (1929), subsecretario de Relaciones Exteriores al momento del terremoto de Managua del 31 de marzo de 1931 (su palacete sirvió como residencia presidencial, de forma temporal, al presidente José María Moncada), director auxiliar de la Guardia Nacional (GN) en 1932 y finalmente jefe director de esta (en 1933). Durante la ocupación, los marines lucharon contra las fuerzas del líder guerrillero Augusto C. Sandino, fundador del Ejército Defensor de la Soberanía Nacional (EDSN). Cuando en enero de 1933 las fuerzas estadounidenses evacuaron el país, dejaron al general Somoza como encargado de la Guardia Nacional.

## Asesinato de Augusto C. Sandino

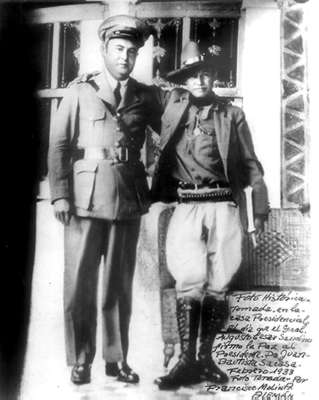
Somoza y Sandino en 1933.

Como jefe director de la Guardia Nacional, Somoza planeó el asesinato del general Sandino, firmando un documento con 14 miembros de la Guardia Nacional. Tanto Somoza como Sandino eran masones, y la masonería prohíbe que un masón le haga daño a otro masón de manera directa. Entonces Somoza le ordenó al capitán Delgadillo que asesinara a Sandino. En la noche del 21 de febrero de 1934, después de que Sandino y sus acompañantes hubieron cenado con el presidente Juan Bautista Sacasa –tío político de Tacho,– y bajaron de la Casa Presidencial de la Loma de Tiscapa en un automóvil (en la capital Managua) por la Avenida Central, un grupo de soldados encabezados por el capitán Lisandro Delgadillo detuvo el auto frente al cuartel y cárcel de El Hormiguero (llamado así porque frente a su costado este, había un matadero donde ahora está el Campo de Marte). 
Los guardias metieron en dicha prisión a don Gregorio Sandino (padre de Sandino) y a don Sofonías Salvatierra, mientras a Sandino y sus generales Francisco Estrada y Juan Pablo Umanzor fueron conducidos a un predio baldío en las afueras de la ciudad, donde hoy en día está el barrio Larreynaga, pues Managua ha crecido, y delante de una fosa común previamente excavada los asesinaron con fusiles Springfield 1903 estadounidenses, calibre 7.62 × 63 mm y subfusiles Thompson estadounidenses de 11.43 mm, de un pelotón de fusilamiento. Antes de enterrarlos se llevaron los cadáveres para que Somoza los viera personalmente. Mientras tanto Tacho estaba en un recital poético en el Campo de Marte, hecho por la poetisa peruana Zoila Rosa Cárdenas, que recitó poemas del nicaragüense Rubén Darío.
Los cadáveres de los tres generales del EDSN junto con los de Sócrates Sandino (hermano de Sandino) y de un niño (muertos en un asalto que la Guardia Nacional hizo a la casa de don Sofonías Salvatierra esa misma noche (de donde, a balazos, escapó el coronel Santos López), que hoy existe todavía, cerca de la Iglesia El Calvario) fueron llevados ante Tacho y después los enterraron en esa fosa; allí estuvieron hasta 1944. Diez años después del crimen, sus restos fueron sacados de allí y llevados cerca del costado sur de la laguna de Tiscapa para ser quemados y sus cenizas tiradas al lago Xolotlán. Esto se debió a que en ese año hubo protestas estudiantiles de la Universidad Central de Managua contra su reelección a la presidencia.

## Washington: triunfo político y personal
Sin duda alguna, un hecho fundamental para la consolidación de Somoza en el poder fue la invitación que el presidente de los Estados Unidos, Franklin D. Roosevelt, le hiciera en 1939. Al llegar Somoza junto a su esposa Salvadorita y varios parientes a la ciudad de Nueva Orleans (Estados Unidos), la Universidad Estatal de Luisiana lo condecoró con un doctorado en leyes honoris causa. Viajaron luego a Washington en tren. El 5 de mayo de 1939 lo recibieron en la estación del ferrocarril el presidente Roosevelt, el vicepresidente, el gabinete presidencial y el presidente de la Corte Suprema de Justicia, todos varones y con sus respectivas esposas. En su honor se llevó a cabo un desfile militar que incluyó a 751 oficiales de policía, 400 miembros del brazo de bomberos, 9 aviones conocidos como «fortalezas volantes», 30 tanques de guerra y un cuerpo de artillería.

PRESIDENTE NICARAGÜENSE, GENERAL. ANASTASIO SOMOZA, CON EL PRESIDENTE ROOSEVELT A SU LADO. WASHINGTON, DC 5 DE MAYO 1939.

Se discute si la frase del presidente Roosevelt "es un gran hijo de puta, pero es nuestro hijo de puta" hace referencia a Somoza o al General Rafael Leonidas Trujillo (dictador de República Dominicana). En cualquier caso, ambos dictadores fueron ampliamente apoyados por Roosevelt.  
Sintiéndose incómoda por las críticas periodísticas a la recepción otorgada al dictador nicaragüense, Eleanor Roosevelt, la primera dama de Estados Unidos, declaró que «el ejército también tiene deberes que cumplir en tiempos de paz».

El presidente Anastácio Somoza de Nicaragua visita Brasil.

Además del desfile, a Somoza se le permitió dirigirse a la Cámara Alta del Congreso durante el receso de mediodía. El día 8 de mayo a las 12:15 p. m. hizo su entrada al lugar, abandonándolo quince minutos más tarde después de haber discurseado frente a unos cuantos senadores. Durante su visita, el Gobierno estadounidense asignó a un oficial del ejército de Estados Unidos para dirigir la Academia Militar de Nicaragua. Somoza negoció un crédito de dos millones de dólares para «compra de equipos y servicios».
Somoza cifraba sus esperanzas en la administración Roosevelt. Tenía confianza en que responderían favorablemente a su solicitud de que Estados Unidos se comprometiera a construir el canal interoceánico. Si se le negaba esto entonces pediría la canalización del río San Juan. Ambas peticiones fueron denegadas. También pidió ayuda financiera para abrir una carretera hacia la Costa Atlántica, e hizo ver la necesidad de adquirir un crédito del Import-Export Bank para dragar puerto Corinto y construir un «nuevo aeropuerto en unos terrenos de su propiedad ubicada a unas cuantas millas de Managua». Esto fue igualmente rechazado.
A pesar de las míseras utilidades obtenidas durante la visita, Somoza logró convertir esto en un verdadero éxito personal y político. Conocía perfectamente lo valioso de una invitación de esa clase, Era por eso que en Nicaragua, oponerse a Somoza significaba oponerse a los Estados Unidos; o por lo menos eso era lo que Somoza mismo deseaba que se pensara. Cualquier intento para deshacerse de Somoza, sería visto por la oposición como planes a largo plazo que contaban con muy pocas probabilidades de triunfar. Solamente hombres como Sandino estaban dispuestos a considerar esa opción, y a decir verdad, había muy pocos hombres como Sandino. Se notaba claramente que la suerte estaba del lado de Somoza.
La visita del nicaragüense le costó a su país 140 000 dólares de la época pero a su regreso a Nicaragua gastó una suma mayor a esa, al celebrar el éxito de su viaje. Su equipo de avanzada trabajó arduamente con este propósito esperando su regreso el 29 de julio. La distribución gratis de comida, refrescos, y viajes en tren, surtieron el efecto deseado. La multitud que fue a recibirlo se calculó en unas 70 000 personas que atiborraron las calles desde el aeropuerto hasta Casa Presidencial. Ese día fue declarado de fiesta nacional y ordenó que se erigieran 27 arcos entre el aeropuerto y su oficina.

## Política y fortuna
Después de esto, el poder político y militar de Somoza García era aplastante. Esto contribuyó, sin lugar a dudas, a reubicarse frente a sus acreedores. Capitaneó la revuelta que derrocó al presidente Juan Bautista Sacasa, su tío político, tomando la Casa Presidencial de la Loma de Tiscapa en donde vivió durante sus períodos de gobierno. Somoza era también el presidente del Partido Liberal Nacionalista, PLN. Declaró la guerra contra las potencias del Eje el 7 de diciembre de 1941, durante la Segunda Guerra Mundial, con motivo del ataque japonés a Pearl Harbor, Hawái, ese mismo día 24 horas antes que los Estados Unidos. Por lo tanto Nicaragua fue el primer país de Latinoamérica en declararle la guerra a Alemania, Italia y Japón. Los bienes de los ciudadanos extranjeros del Eje residentes en el país fueron confiscados por su gobierno, y ellos quedaron detenidos en la Quinta Eitzen; después esta fue la mansión de su hijo Luis Somoza Debayle y hoy alberga al Ministerio de Defensa.
La razón por la cual el general manipulaba la economía tenía un doble propósito: abultar las arcas de la familia, y aplicar presión a los grupos políticos disidentes. Ejemplo de esto último es el uso que Somoza hacía de los equipos del ferrocarril y los empleados de esa entidad en sus propiedades. Igualmente utilizaba equipos de los Ministerios de Salud y del de Agricultura en sus fincas y otros dominios. Se autonombró único director de la Compañía del Ferrocarril con un salario mensual de 600 dólares de la época; y les negaba el transporte por ese medio a los productos de los finqueros que se le oponían. Por el simple hecho de ser el ferrocarril el único medio para llevar carga hacia Corinto no le era muy difícil tener a esa gente a raya. Somoza también militarizó los servicios públicos y los entes estatales nombrando a oficiales de la Guardia Nacional a cargos de estos. Politizó a las fuerzas armadas exigiendo demostraciones de apoyo político de parte de los oficiales a la vez que a estos se les permitía administrar y beneficiarse de lo que producían las casas de juego de azar que Somoza mismo autorizaba.
El 1 de mayo de 1947 asumió el poder en la Tribuna Monumental su protegido, el Doctor Leonardo Argüello Barreto mediante un fraude electoral que su gobierno y su Partido Liberal Nacionalista (PLN) le hicieron al candidato de la coalición opositora, doctor Enoc Aguado, del Partido Liberal Independiente (PLI) y el Partido Conservador (PC) al que derribó 26 días después para imponer a Benjamín Lacayo Sacasa, otro de sus serviles como títere. Argüello dijo en su discurso que no se dejaría arrastrar por Somoza y nombró ministros a conocidos opositores, lo que enfureció a Somoza y lo derrocó provocando un golpe de Estado: sitiando la Casa Presidencial y Argüello se asiló en la embajada de México en cuyo país moriría el 15 de diciembre del mismo año.
Lacayo renunció a su cargo de presidente el 15 de agosto del mismo año ante el Congreso, por lo que este nombró presidente de la nación a Víctor Manuel Román y Reyes, tío político de Somoza García. El Golpe de Estado de Mayo le produjo a Somoza García la crisis política más intensa, pues ni Estados Unidos ni otras naciones de América Latina reconocieron al nuevo gobierno.
La decisión de no reconocer al nuevo mandatario duró un poco más de un año; sin embargo la directiva de gobernadores de la Unión Panamericana optó por permitir a Nicaragua participar en la conferencia. La delegación nicaragüense estuvo encabezada por Anastasio Somoza Debayle quien se había graduado de la Academia Militar West Point dos años antes.
En dicha conferencia, al anularse la resolución 80, se anulaba la regla «siguiendo al rey», la que reconocía a los gobiernos en el exilio. Era obvio que reconocer a esta clase de regímenes era ilógico. Aunque para muchas naciones del hemisferio occidental, el aislamiento del gobierno títere habría ocasionado cierta incomodidad a Somoza, esto no lo obligaba a renunciar a su cargo como Jefe de la Guardia Nacional ni a dejar de ejercer el poder detrás del trono.
El presidente Víctor Román y Reyes falleció en 1950 y Somoza fue reelegido por el Congreso para finalizar ese período presidencial. Ya para la primavera Somoza urgía de presentar un candidato que le aportara credibilidad a su próxima victoria electoral. Para lograrlo buscó al viejo caudillo conservador Emiliano Chamorro con quien llegó a un acuerdo conocido como el «Pacto de los generales» habiéndose firmado el 1 de abril de 1950. Somoza estaba dispuesto a ceder una tercera parte de los curules en el Congreso además de unos cuantos puestos en el Gabinete. Somoza fue reelegido en mayo de 1950 para un período de seis años.
Intentó derrocar al presidente José Figueres Ferrer, de Costa Rica (1948 y 1955), para llevar al poder en ese país a Rafael Calderón Guardia; participó de manera decisiva en la caída del gobierno de Jacobo Árbenz en Guatemala (1954). A pesar de realizar muchos viajes de placer, los únicos viajes de estado que hizo como presidente fueron a los siguientes países: Estados Unidos, Argentina, República Dominicana, Haití, Honduras, Costa Rica, Ecuador, Brasil, Panamá y Venezuela.
Somoza fue más lejos que la mayoría de los dictadores. Utilizaba el nombre de los Estados Unidos muy hábilmente. Su íntima amistad con el embajador estadounidense dejaba la impresión de que cada una de sus acciones contaba con el visto bueno de la embajada. Él lograba su propósito de diferentes maneras, tanto en su relación personal con otros políticos o en sus declaraciones públicas. Las negativas de la embajada al respecto, estaban estructuradas de tal manera que nadie las creía. Quizá la diferencia cultural explique la razón de cómo la ciudadanía tomaba las declaraciones de la embajada sobre su relación con Somoza. Sin lugar a dudas él aprovechaba cada muestra de ambigüedad existente en la política exterior de Estados Unidos. Tergiversaba e interpretaba a su antojo cada comunicado que llegaba de Washington. Nadie había explotado su relación con los Estados Unidos tan eficazmente como lo hizo él, ante la pasividad aparente del Presidente Dwight Eisenhower
Amasó una formidable fortuna personal (poseía el 50% de las tierras cultivables de la nación), grandiosas mansiones por todo el país y también fuera de las fronteras nicaragüenses, autos de lujo, trajes de diseñador europeo y una gran colección de joyas para su esposa.  Al morir en 1956, su fortuna ascendía a 150 millones de dólares. Para 1979 sus hijos aumentaron esa fortuna entre 500 millones a 1000 millones de dólares, así fueron por varias décadas una de las familias más rica de América Latina.
Familiares en puestos públicos durante su gobierno.
- Guillermo Sevilla Sacasa, su yerno: embajador en Washington.
- Alberto Sevilla Sacasa, primo de doña Salvadora: embajador en México.
- Óscar Sevilla Sacasa, primo de doña Salvadora: ministro de Relaciones Exteriores.
- Ramón Sevilla Castellón, tío político de doña Salvadora: exministro y jefe de la lotería nacional.
- Roberto Debayle Sacasa, hermano de doña Salvadora: alcalde de León.
- León Debayle Sacasa, hermano de doña Salvadora: gerente general del Banco Nacional, director de toda la institución bancaria y exembajador en Washington.
- Luis Manuel Debayle Sacasa, hermano de doña Salvadora: presidente de la Compañía Nacional de Luz y Fuerza de Nicaragua y ministro de Salud.
- Luis Somoza Debayle, hijo: presidente del Congreso Nacional (cámara de diputados y senadores).
- Anastasio Somoza Debayle, hijo: jefe del Estado Mayor y director de la Academia Militar.
- José Dolores García, tío: director general de Comunicaciones.
- Néstor Portocarrero Gross, cuñado de doña Salvadora: cónsul en Nueva York.

## La rebelión del 4 de abril de 1954
El 4 de abril de 1954, Domingo de Resurrección, un grupo de ex oficiales de la Guardia Nacional y algunos civiles planearon un complot y decidieron emboscarlo ese día en la Carretera Panamericana, en el departamento de Managua. Pero el plan fracasó porque uno de los conspiradores delató a sus camaradas. Varios fueron capturados, por los mayores José R. Somoza y Agustín Alfaro, tales como los hermanos Luis Felipe y Adolfo Báez Bone, Rafael Chosieul Praslin, Pablo Leal Rodríguez (padre del futuro canciller en el gobierno de Enrique Bolaños Geyer, 2002-2007, Ernesto Leal Sánchez), Agustín Alfaro, Luis Felipe Gaboardi, Optaciano Morazán, etcétera. Varios de estos fueron asesinados en la zona de Cuatro Esquinas, cerca de Jinotepe la cabecera de Carazo o capturados posteriormente para ser ejecutados.

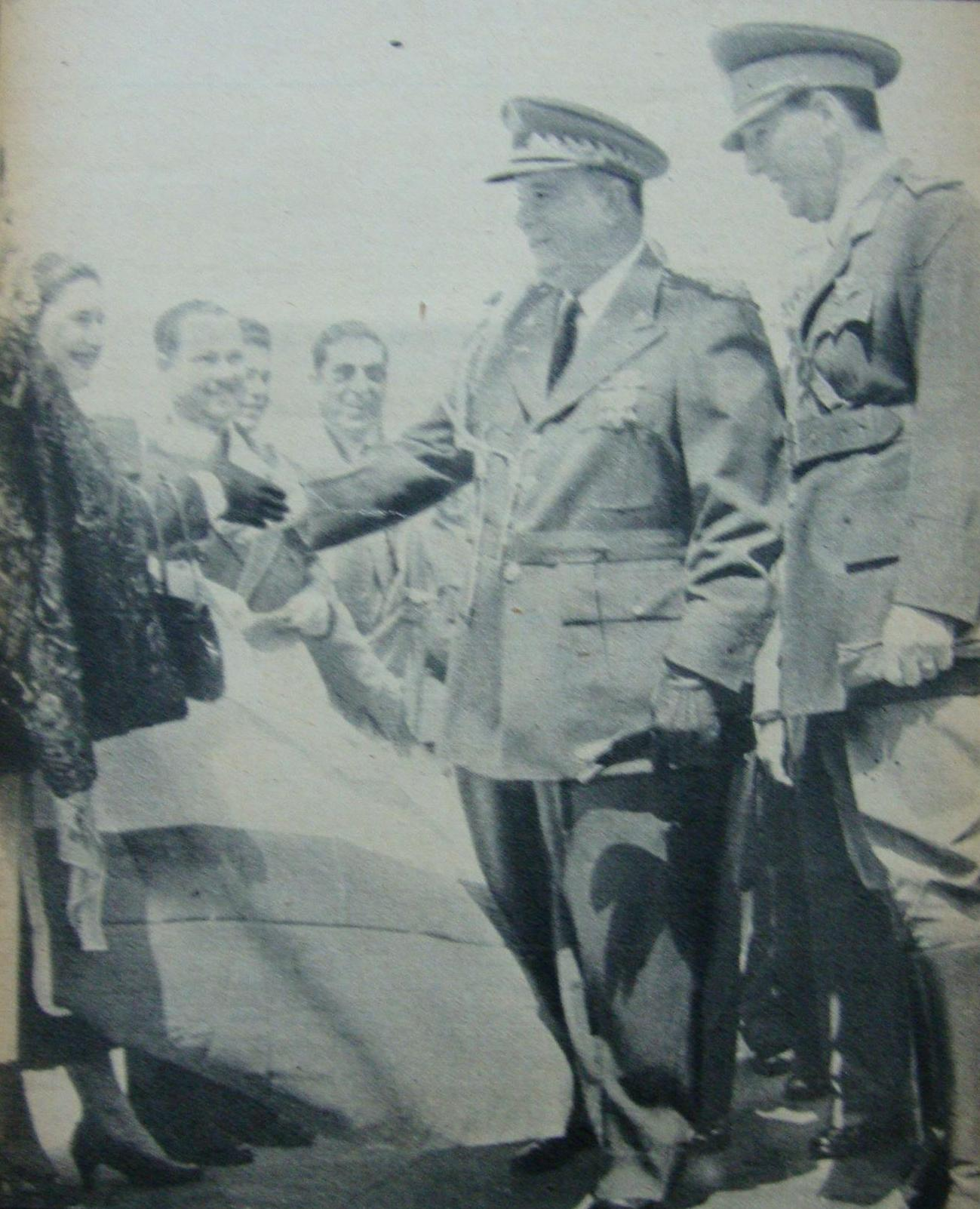
Somoza (izquierda), con el presidente Juan Perón, en 1953. Un año antes de la rebelión del 1954

Los titulares de los periódicos, sobre todo del diario opositor La Prensa y Novedades (de Somoza), decían que los conjurados «murieron en combate» lo que era mentira hasta cierto punto, pues en dicha carretera en el llano de Pacaya hubo un tiroteo en el cual los sublevados mataron a dos soldados de la Guardia Nacional de un retén, y ofrecían recompensas por el paradero de los vivos. Uno de estos (Adolfo Báez Bone) fue torturado por el hijo menor de Somoza, "Tachito", en la Casa Presidencial y le escupió sangre a la camisa de este diciéndole que su sangre lo iba atormentar por el resto de su vida. Los restos de los rebeldes fueron enterrados cerca de Jinotepe y allí estuvieron hasta 1962 cuando el hijo de uno de los complotados, Ernesto Leal Sánchez, los trasladó al Cementerio General de Managua donde actualmente reposan cerca de la cripta de los oficiales de la Guardia Nacional.
Al mayor Agustín Peralta, compadre del rebelde Agustín Alfaro y comandante de la Tercera Compañía, se le culpó durante mucho tiempo de ser el responsable de los asesinatos, aun cuando se retiró de la Guardia Nacional con el grado de coronel en 1960. Muchos libros –como Estirpe sangrienta: los Somoza (1958, de Pedro Joaquín Chamorro Cardenal, dueño del diario La Prensa), Memorias de un soldado (2002, del coronel Francisco Boza) y La saga de los Somoza (2001, del teniente Agustín Torres Lazo)– lo culpan del hecho. Pero en una entrevista que le hizo el historiador y periodista Roberto Sánchez Ramírez, publicada por La Prensa del 17 de octubre de 2005, Agustín Peralta aclaró que el verdadero responsable del hecho había sido el coronel Anastasio Somoza Debayle, pues había falsificado la firma de su padre con una orden escrita.

## Atentado contra Somoza y muerte
El viernes 21 de septiembre de 1956, en la Casa del Obrero en la ciudad de León, se daba una fiesta tras la convención del Partido Liberal Nacionalista (PLN) que proclamaría otra vez a Somoza García como su candidato. La tarde de ese viernes, cuando Somoza y su esposa llegaron a la ciudad, mientras ella estaba junto a su peinador, manicurista y modista, discutía con Somoza García ya que Salvadora quería reforzar la seguridad en el edificio, además de que él usara el chaleco antibalas.
Esa noche, cerca de las 23:20, después de que Somoza bailó «Caballo negro» de Dámaso Pérez Prado y estando sentado junto a una mesa a la par de su esposa Salvadora, el joven poeta opositor Rigoberto López Pérez, miembro del PLI, le disparó cinco balas (de las que acertó cuatro) con un revólver Smith and Wesson calibre 38. Al resultar herido, Somoza le gritó a López Pérez: «¡Bruto, animal! ¡Ay, Dios mío!», según los testigos. Mientras tanto los guardias de su escolta sacaron sus pistolas Colt y subfusiles Thompson, ambas armas estadounidenses de calibre 11.43 mm, mataron de 54 balazos a López Pérez.
Desde esa noche del 21 de septiembre, en Nicaragua se declaró el estado de sitio. Muchos opositores fueron encarcelados, incluyendo Pedro Joaquín Chamorro Cardenal, dueño del diario La Prensa.
Somoza fue trasladado primero al hospital San Vicente de la ciudad de León, donde los médicos le transfundieron plasma, sangre, un litro de suero dextrosado y demerol. Luego fue trasladado en helicóptero al Hospital Militar de Managua, pero como allí estaba fuera de servicio el equipo radiológico lo pasaron al Hospital General de la misma ciudad. Aquí las radiografías confirmaron que las balas no eran mortales, pero la bala que lesionó la cauda equina de la columna vertebral era peligrosa, aunque el médico César Amador Kühl recomendó que no era necesario hacer de inmediato la operación para sacársela.
Este tipo de cirugía no existía en Nicaragua, por lo que el presidente de Estados Unidos, Dwight D. Eisenhower, envió un avión militar para trasladarlo al Hospital Gorgas, que se encontraba en la Zona del Canal de Panamá (entonces en poder de Estados Unidos). El lunes 24 de septiembre de 1956 le realizaron la cirugía, pero los médicos cometieron el error de ponerle anestesia general en vez de anestesia local. Como Somoza era diabético y obeso, entró en estado de coma, desarrollando una encefalopatía metabólica severa hasta que falleció cinco días después en ese centro sanitario estadounidense el sábado 29 de septiembre de 1956 a las 4:05 de la mañana.

## Funeral de Somoza
El día 30 de septiembre fueron llevados los restos de Somoza al Aeropuerto Internacional Las Mercedes en Managua, en un avión propiedad de su empresa LANICA (Líneas Aéreas de Nicaragua) y fue seguido por pobladores curiosos y miembros de la Guardia Nacional, estos últimos para rendirle honores presidenciales. Sus restos fueron llevados primero a la Catedral Metropolitana (misma que se dañó por el terremoto del 23 de diciembre de 1972 y ahora es la Antigua Catedral de Managua) para celebrar un responso. Luego lo trasladan a la Academia Militar y después al Palacio Nacional (sede del Congreso que hoy es el Palacio de la Cultura). Luego se trasladaron nuevamente a la Catedral para celebrar una misa pontifical, después al Palacio del Ayuntamiento, que era la sede de la alcaldía de Managua, llamada en ese entonces Distrito Nacional, al Club de Clases de la Guardia Nacional, y por último a la Casa Presidencial y el Palacio de Ayuntamiento, que era la sede de la Alcaldía de Managua llamada en ese entonces Distrito Nacional.
El papa Pío XII envió su bendición a la viuda Salvadora Debayle. El arzobispo de Nueva York, cardenal Francis Spellman, envió un comunicado a Luis Anastasio Somoza Debayle (hijo mayor del general) diciéndole: «Estoy seguro de que su padre hubiera estado muy complacido de saber que usted será su sucesor». El presidente estadounidense Dwight D. Eisenhower también expresó su gran simpatía hacia el difunto y el pésame a su familia. Rafael Leónidas Trujillo, dictador de la República Dominicana, fue uno de los que más presentó solidaridad para Somoza y el resto de sus amigos: Paul Magloire (de Haití), Fulgencio Batista (de Cuba), Carlos Ibáñez del Campo (de Chile) y Alfredo Stroessner (del Paraguay). Entre otros mensajes que llegaron a Nicaragua, estuvo un pésame de la reina británica Isabel II.
Su funeral estuvo compuesto por todos los obispos de Nicaragua, diplomáticos, somocistas y delegaciones extranjeras. Durante las ceremonias una serie de discursos de fieles seguidores de la familia Somoza, hicieron filas en algo que era más servilismo que realidades hacia la persona del dictador.
El 2 de octubre de 1956, se realizó finalmente el entierro de Anastasio Somoza García, saliendo de la Casa Presidencial hasta el Cementerio General (también llamado Cementerio Occidental desde 1959, cuando se inauguró el Cementerio Oriental al este de la capital) un desfile que empezó a las 9:30 de la mañana y culminó a la 13:15, bajando de la Loma de Tiscapa por la avenida Roosevelt y girando al oeste por la calle Quince de Septiembre que conduce a dicho cementerio. Fue sepultado en la cripta de oficiales de la Guardia Nacional. Le sucedió en la presidencia, de 1956 a 1963, su hijo Luis Somoza Debayle.

## Legado
Personaje altamente controvertido en la historia nicaragüense, durante su gestión se construyeron edificios públicos, como el estadio General Somoza, el Palacio Nacional, el Banco Nacional de Nicaragua, el Palacio de Comunicaciones, avenidas, parques, hoteles, centros nocturnos y casinos. Se impulsó el cultivo del algodón para su exportación. Somoza García amasó una inmensa fortuna para sí mismo y sus familiares de manera ilegal desde 1940. Se resalta su control sobre la agricultura, el café y el ganado. También en su poder se encontraban compañías textiles, destilerías, líneas mercantes, plantaciones y la Línea Aérea Nacional (LaNica). Su forma de gobierno en la actualidad recibe el nombre de cleptocracia.

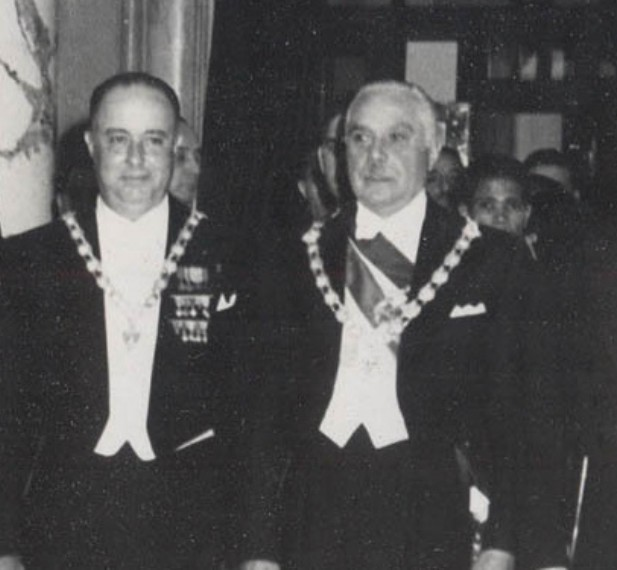
Trujillo y Somoza en 1952.

Después de su muerte, la familia apareció en la lista entre las más acaudaladas del mundo. Así mismo, también existen en el Archivo General de la Nación (ubicado en el Palacio de La Cultura, antiguo Palacio Nacional) muchas fotos de Tacho y su familia, incluidas las de sus funerales, y la correspondencia de postales de sus serviles la cual está en la caja n.º 7 de dicho archivo.
Durante la llamada «era dorada» de Nicaragua, en cada uno de los cines de la nación, antes de iniciar la película se exhibía un prolongado newsreel (‘noticiero cinematográfico’) que exhibía la vida pública y familiar de los Somoza, con la leyenda: «Con Somoza forever».
Su gobierno fue represivo y corrupto. Agradaba al gobierno de Washington por su carácter anticomunista. Se le atribuye al presidente estadounidense Franklin D. Roosevelt la frase: «Puede ser que Somoza sea un hijo de puta, pero es nuestro hijo de puta», pero la frase le pertenece a Cordell Hull, secretario de Estado de Roosevelt.

## Mito sobre sus restos y los de su hijo Luis Somoza Debayle
Con la huida de Nicaragua de la familia Somoza hacia Miami (Estados Unidos), la madrugada del 17 de julio de 1979, derrocada por la guerrilla Frente Sandinista de Liberación Nacional, la rendición de la Guardia Nacional el jueves 19 y la entrada a Managua de dicha guerrilla al día siguiente viernes 20, se dijo que el dictador Anastasio (Tachito) Somoza Debayle se llevó los restos de su padre y de su hermano Luis por temor a una profanación por parte del pueblo y los guerrilleros. En efecto las turbas destruyeron con mazos la Estatua del Soldado, que estaba detrás de la entrada de la cripta de los oficiales de la Guardia Nacional, que en posición de guardia sostenía un rifle semiautomático estadounidense M1 Garand calibre 7.62 × 63 mm en su mano izquierda. Las bayonetas que adornaban los bordes de las paredes exteriores de la cripta fueron destrozadas, retorcieron a mazazos su doble puerta de verjas y rociaron con  pintura en aerosol consignas (pintas) en dichas paredes. Hasta hoy se ven los daños.
Durante muchos años se creyó en ese mito hasta el mes de julio de 2002, 23 años después de los sucesos, durante el cual Álvaro Somoza Urcuyo (hijo de Luis Somoza Debayle y de Isabel Urcuyo de Somoza) le reveló al historiador Roberto Sánchez Ramírez que los restos de su padre y de su abuelo paterno siempre estuvieron en la cripta de oficiales de la Guardia Nacional de dicho cementerio y que fue una mentira que su tío Anastasio se llevó tales restos a Estados Unidos. Dicha entrevista fue publicada en el diario La Prensa el sábado 13 de julio de 2002 con los titulares «Somoza nunca se fue», «Se derrumba un mito de 23 años» y «Saqueadores habrían profanado la tumba de “Tacho Viejo”». Álvaro Somoza dijo que al esqueleto de su abuelo se le hizo una prueba de ADN que confirmó que era auténtico.
Sánchez bajó a la cripta acompañado por trabajadores del cementerio, encontrándose que esta fue usada como inodoro por los mismos trabajadores y en medio de la basura y la inmundicia vieron tirados en el piso unos huesos, un cráneo y pedazos del féretro. La placa de la bóveda de Somoza García fue quebrada por vagos que creyeron que allí había medallas de oro y al no ser así dejaron tirados sus restos por años, lo que sucedió probablemente después de julio de 1979. Los huesos los pusieron después en su mismo lugar. No hubo intención política, pues la placa de la bóveda de Luis está intacta.

## Dichos de Anastasio Somoza García
- La política de las Tres P:
  - «Plata para los amigos, palo para los indiferentes, plomo para los enemigos».

- Sobre Nicaragua:
  - «Darle democracia a Nicaragua es como darle chile a un niño».
  - «Pienso permanecer no menos de cuarenta años, pero si los Estados Unidos me hicieran la menor insinuación de abandonarme, lo haría inmediatamente, pidiendo solamente garantías completas para mi persona».

- Sobre su familia:
  - «Mi nuera Hope tiene clase».
  - «De mis hijos, quien más se parece a mí es Lillian».